# Luoghi della Saga di Geralt di Rivia
Questa voce elenca i luoghi principali presenti nella serie di libri fantasy scritti dall'autore polacco Andrzej Sapkowski nota come Saga di Geralt di Rivia (in polacco saga o wiedźminie, lett. "saga dello strigo").

## Bacini d'acqua
Il Grande Mare si estende da Nilfgaard fino ai Monti dei Draghi. Vi sfociano i seguenti fiumi: Jaruga, Adalatte, Buina, Pontar, Toina, Tango, Yelena, Sylte Pereplut.
Il Mare del Nord invece è la sua parte settentrionale che bagna i regni di Kovir, Redania e Temeria. Qui si trovano il Golfo di Praxeda (tra Kovir e Blaviken), le isole Skellige, l'isola di Thanedd e l'isola di Inis Porhoet.

### Adalatte
Attraversa la valle chiamata Dol Adalatte, Brokilon, Kerack e Cidarsi prima di sfociare nel Grande Mare a Bremervoord.

### Alba
Il fiume scorre in territorio nilfgaardiano. La città di Nilfgaard infatti si trova alla sua foce. L'Alba fa da confine con Vicovaro ed è conosciuto per i suoi vigneti.

### Buina
Il fiume Buina sfocia nel Grande Mare nel golfo di Praxes. Nasce nei monti Blu per scorrere attraverso Kaedwen e funge da confine naturale tra Redania e Hengfors. Scorre anche vicino alle città di Blaviken e Lukomorz. I principali affluenti sono Gwenllech e Nimnar.

### Jaruga
Lo Jaruga o Grande Jarunga (nell'antica lingua e in nilfgaardiano Yarra) è il grande fiume conosciuto al mondo. Le sue fonti si trovano nei Monti Blu a Toussaint. Attraversa Lyria, Sodden, Bruges, Cintra e Verden, nei quali segna i rispettivi confini. Il fiume può essere attraversato solo a Sodden e Dol Angra. Per molti anni, dopo la cosiddetta Guerra del Nord, lo Jaruga funse da confine tra l'Impero di Nilfgaard e i Regni del Nord.
Ne Il battesimo del fuoco, sul ponte della Legnaia Rossa, uno dei ponti sullo Jaruga, ebbe luogo la battaglia tra le truppe della regina Meve di Lyria e le truppe nilfgaardiane, in cui la vittoria fu data a Meve grazie a Geralt, che ricevette così il titolo di nobilità dalla regina.
La lunghezza stimata dello Jaruga è di circa 1000 km. I principali affluenti sono l'Ina con il Chotla, il Trava, il Ribbon (riva destra), il Nevi (riva sinistra).

### Newi
Fiume situato nel cosiddetto Oltreriva (oltre lo Jaruga), scorre vicino alla città di Riedbrune.

### Pontar
Conosciuto dagli efli come Aevon y Pont ar Gwennelen (Fiume dei ponti d'alabastro) è uno dei fiumi più grandi del Nord e dà nome all'omonima regione del Pontar. Nasce nei Monti Blu e sfocia nel Mare del Norda vicino a Novigrad. Funge da confine naturale fra Redania e Temeria a ovest e Kaedwen e Aedirn a est. I suoi tributati sono l'Ismena, il Dyfne e il Lixela.

### Altri fiumi
- A: affluente del Chotla insieme all'O[2], attraversa Brugge e Sodden Inferiore
- Angra: da questo fiume prende nome la Dol Angra e l'Angren
- Arete: fiume dell'Ebbing, che confluendo nel Velda e nel Lete forma le paludi di Pereplut
- Braa: separa Cairngorn da Malleore e sfocia nel Golfo di Praxeda. Sul Braar sorge la città di Hengfors
- Arete: fiume dell'Ebbing
- Lete: fiume dell'Ebbing
- O: affluente di destra del Chotla[2]
- Tango o Targo: fiume che attraversa Narok e Velhad. Sfocia nella città di Lan Exter, sul Mare del Nord
- Toina: fiume del Narok che attraversa la città di Aedd Gynvael[3]
- Velda: fiume dell'Ebbing

## Aedirn

Stemma di Aedirn

All'interno della regione si trova il Dol Blathann o Valle dei Fiori, regione popolata dagli elfi e divenuta un regno autonomo dopo la caduta di Aedirn governato da Enid an Gleanna.
Aedirn fu l'ultima regione del Nord a essere colonizzata. Quasi un terzo è ricoperto da foreste disabitate, e le poche zone libere dai boschi sono state trasformate in campi coltivati. La parte più fertile e più ricca è proprio la Dol Blathanna, dove si trovano molti antichi palazzi elfici adattati allo stile umano. La capitale di Aedirn è Vengerberg.

### Vengerberg
Capitale è la più grande città di Aedirn, è famosa per le sue distillerie, i mulini, le tintorie e i tessili. Conta 6 000 abitanti. La città ha numerose filiali di banche naniche, inclusa una filiale del nano Vivaldi.
La città è circondata da un imponente perimetro murale, che tuttavia non ha impedito all'esercito di Nilfgaard di conquistarla subito dopo la battaglia di Aldersberg. Qui si trova una guarnigione militare, a difesa del re e degli abitanti.

### Aldersberg
Aldersberg è la seconda città di Aedirn, costruita attorno alle mura della fortezza che sorvegliava i confini di Aedirn, prima che la Dol Blathanna o Valle dei Fiori fosse finalmente conquistata. La città fu conquistata da Nilfgaard dopo la battaglia combattuta sotto le sue mura.
Da qui proveniva Jakub de Aldersberg, Grande Maestro dell'Ordine della Rosa Fiammeggiante e principale antagonista del gioco The Witcher.

### Hagge
Hagge è una città dell'Aedirn situata sulla riva sinistra del Pontar, al confine con Temeria e Kaedwen. Alla vigilia della guerra contro Nilfgaard, qui si tenne un incontro tra i Demawend di Aedirn, Foltest di Temeria, Henselt di Kaedwen, Vizimir di Redania e Meve di Lyria. Dopo la sconfitta e la dispersione dell'esercito di Aedirn, Hagge fu annessa alla Temeria.

## Cintra

Stemma del regno di Cintra

Cintra (in lingua antica Xin'trea) è un regno situato sulla riva meridionale dello Jaruga.
Nei loro giorni di gloria, i sovrani di Cintra erano anche principi di Brugge, duchi di Sodden, eredi di Skellige (Inis Ard Skellig e Inis An Skellig), suzerains di Attre e Abb Yarra.
La città di Cintra fu conquistata da Nilfgaard, che la trasformò in una provincia dell'impero. Cintra fu data alle fiamme e la maggior parte dei suoi abitanti furono uccisi. Pochi soldati e cittadini, compresa Cirilla (o Ciri) sopravvissero alla conquista della città.
Ciri, nipote della regina Calanthe è l'erede al trono di Cintra.
Lo stemma del regno raffigura tre leoni dorati su campo blu, da cui la denominazione della regina Calanthe come "Leonessa di Cintra" e di Ciri come "Leoncina di Cintra".

### Attre
Attre è un piccolo principato vicino al mare situato sotto la sfera d'influenza di Cintra, di cui rimane vassallo. La sua posizione esatta non traspare dai libri, perciò rimane sconosciuta. Molto probabilmente si trova sulla costa, cioè tra la foce dello Jaruga e le montagne dell'Amell.
Il paese era governato un tempo dai sovrani di Cintra Roegner e Calanthe.

### Sodden
Era originariamente un piccolo regno indipendente su entrambi i lati dello Jaruga, diviso in due parti: Sodden Inferiore sulla sponda nord, Sodden Superiore sulla sponda sud. Il re dipendeva direttamente dal sovrano di Cintra, ma con l'invasione nilfgaardiana la parte meridionale fu incorporata nell'impero.

#### Sodden Superiore
Durante la conquista di Nilfgaard qui fu combattuta la battaglia di Sodden Superiore.

#### Sodden Inferiore
Già rammentato in seguito all'invasione nilfgaardiana, il regno si indebolì ulteriormente quando, dopo la morte del suo re, cadde in mano alla Temeria come vassallo per via di alcune relazioni familiari tra i due territori. Ekkehard di Sodden era infatti il fratellastro della madre di re Foltest.
La zona confina con Brugge, Brokilon e Temeria.
Le città e le fortezze principali sono Armeria, Mayena, Vidort, Razwan e Carcano.

## Fen Carn
Fen Carn o Campo dei Tumuli è un campo pieno di tumuli, menhir e altre strutture sepolcrali. Qui Geralt e la sua compagnia vi incontrano il vampiro superiore Emiel Regis Rohellec Terzieff-Godefroy, chiamato semplicemente Regis, in una notte in cui questo era alla ricerca di erbe. Nelle vicinanze si trova anche la sua abitazione.

## Nilfgaard

Stemma di Nilfgaard

Nilfgaard è il più grande impero conosciuto, situato nel sud del continente. La capitale, la città di Nilfgaard, conosciuta anche come Città delle Torri d'Oro, si trova molto a sud del fiume Alba. Tutti gli abitanti dell'impero, della capitale e dell'area circostante hanno nome di nilfgaardiani. La valuta corrente è il fiorentino nilfgaardiano.

### Province dell'Impero

#### Etolia
Regione da cui proviene il nucleo dell'esercito imperiale.

#### Gemmer
Probabilmente fu il primo regno settentrionale conquistato da Nilfgaard. Da lì provengono i Pacificatori, unità militare che combattono i ribelli.
Nazair
Principato a sud delle montagne di Amell. A nord confina con Cintra e Sodden Inferiore, a est con Mag Turga e a sud con Metinna (attraverso il fiume Yelena). Le città principali sono Assengard (ex capitale), Belhaven, Rhys-Rhun.

#### Vicovaro
Sede della maga Assire var Anahid, è anche il luogo di nascita di Cahir aep Ceallach. Questa zona è famosa per essere luogo di coltivazione della mandragora.
Altre province sono Ymlac e Rowan.
Ex province:
- Attre
- Cintra: dalla Prima Guerra del Nord fino alla Pace di Cintra, quando il regno divenne un vassallo dell'Impero.
- Sodden Superiore: provincia nilfgaardiana dalla Guerra del Nord fino alla Pace di Cintra, poi parte di Temeria insieme con Sodden Inferiore.
- Verden: provincia nilfgaardiana dalla Seconda Guerra del Nord fino alla morte di re Ervyll.

### Personaggi provenienti da Nilfgaard
Principi e governanti:
- Emhyr var Emreis, imperatore
- Fergus var Emreis
- Jan Calveit
- Morvran Voorhis
- Torres

Maghi:
- Albrich
- Assire var Anahid, maga ammessa alla Loggia delle Maghe
- Fringilla Vigo, maga ammessa alla Loggia delle Maghe
- Xarthisius

Altri personaggi:
- Cahir aep Ceallach
- Menno Coehoorn, maresciallo
- Shilard Fitz-Oesterlen, ambasciatore
- Stefan Skellen
- Vattier de Rideaux

### Ebbing
Ebbing è un regno autonomo all'interno dell'Impero di Nilfgaard, incorporato poco prima delle guerre del Nord, e da qui proveniva Roegner, il marito della regina di Cintra Calanthe. Il principato si trova ai piedi dei monti Amell, tra Gemera e Maecht. Qui si trovano le paludi del Pereplut, solcate dai fiumi Velda, Lete e Arete.

### Maecht
Il regno di Maecht è un piccolo paese del sud, soggetto a Nilfgaard da molti anni. Il confine nord tra Maecht e Metinna era il fiume Sylte.

## Skellige
Skellige è un regno insulare nel Grande Mare, a nord di Cintra.

### Storia
Gli abitanti delle isole erano famosi per la loro costruzione di navi lunghe, con le quali spesso, in passato, saccheggiavano i vicini territori costieri. In particolare, avevano imposto un tributo su Cintra. La situazione cambiò solo dopo il matrimonio della regina Calanthe con Eist Tuirseach, cavaliere al servizio di Bran e poi re di Skellige.
Dodici anni dopo, i Regni del Nord furono attaccati dall'esercito nilfgaardiano. L'invasione incominciò con la fulminea presa di Cintra, durante la quale Calanthe e Eista furono uccisi e la principessa Ciri dichiarata scomparsa. Skellige intervenne in aiuto di Cintra con la sua flotta, tuttavia senza riscuotere successo: l'intero regno di Cintra fu conquistato in pochissimo tempo.
Due anni dopo, quando incominciò la Seconda Guerra del Nord in Liria, lo jarl di Skellige Crach an Craite governò le isole e diede un contributo bellico tramite la sua flotta e il saccheggio delle province costiere dell'Impero.
Dopo la guerra, quando Cintra fu ufficialmente unita all'Impero, Crach an Craite ruppe tutti i legami ufficial con Cintra e ottenne l'indipendenza per Skellige.

### Geografia
Isole di Skellige:
- Ard Skellig
- An Skellig
- Undvik
- Hindarsfjall
- Faroe

Skellige sorge sull'omonimo arcipelago montuoso ed è costituito da molte isole, la più grande delle quali è Ard Skellig che ospita la roccaforte e la capitale del regno, Kaer Trolde. L'isola più piccola è An Skellig, separata da uno stretto più largo, con numerosi fiordi a nord e pianeggiante a sud. Lo Spikeroog, all'ingresso ovest dello Stretto di Sund, è attraversato da numerose catene montuose. Un'altra isola, a est di An Skellig, è Undvik, dove nidificano numeri uccelli marini sulle scogliere rocciose. Ancora più piccola, situata a est, è l'isola di Hindarsfjall, dove si trova un bosco sacro. L'isola più meridionale è Faroe.
Il clima dell'arcipelago è molto rigido.

## Kaedwen

Stemma di Kaedwen

Kaedwen è il più grande regno dopo Nilfaggard. I suoi vicin sono Creyden, Holopol, Caingorn, Redania, Temeria e Aedirn. Il suo sovrano all'epoca della Saga è Henselt di Kaedwen. Ha anche un territorio dipendente, la Bassa Marchia.
Lo stemma del regno raffigura un unicorno, probabilmente nero, su campo dorato. Le città principali sono: la capitale Ard Carraigh, Ban Ard, Ban Glean, Daevon.
Qui si trovano anche le rovine della città elfica di Shaerrawedd.

## Kaer Morhen
Kaer Morhen (nella lingua antica Caer aMuirehen, "Fortezza del Mare Antico") è un castello nelle montagne di Kaedwen in un luogo "noto solo a pochi", sede degli strighi.

### Storia
Kaer Morhen fu distrutta da un tumulto meno di mezzo secolo prima della nascita della maga Triss Merigold, ma un piccolo numero di strighi continuava a vivervi. Gli ultimi ragazzi vi furono addestrati circa venticinque anni prima degli eventi descritti ne Il sangue degli elfi. In seguito della rivolta, del castello rimasero solo alcuni resti di mura e torri, laboratori sotterranei, la sala principale e il fossato pieno di ossa degli strighi uccisi. Era qui che i ragazzi addestrati subivano la mutazione per diventare strighi, alla quale solo una piccola percentuale sopravviveva.
Qui vi fu addestrata per circa un anno anche Ciri, addestramento solo militare, perché non fu mai preparata alla prova per le mutazioni.
Kaer Morhen era anche il luogo dove gli strighi passavano l'inverno prima di tornare a cacciare, in primavera, i mostri per cui venivano assoldati.
L'ultimo capo di Kaer Morhen fu Vesemir, mentore di Geralt di Rivia.

## Kerack
(Effenberg e Talbot, "Encyclopaedia Maxima Mundi", tomo VIII (La Stagione delle Tempeste))
Kerack è un piccolo paese situato tra i regni di Cidaris e Temeria a nord e il regno di Verden a sud. A ovest confina con la foresta di Brokilon, mentre il suo confine orientale è il Grande Mare. Stabilendo contatti diplomatici e commerciali con Cidaris e Verden, il suo paese fu riconosciuto come un regno autonomo e indipendente per alcuni anni.
La città di Kerack è suddivisa in tre zone separate. Sulla riva sinistra dell'Adalatte si trova il porto, che comprende le banchine, cantieri navali, magazzini e vari mercati. Sulla riva opposta si trova invece un quartiere popolare chiamato Palmyra, occupato da baracche e case povere, oltre a varie botteghe e attività commerciali, ed è la zona più pericolosa della città. La Kerack vera e propria si trova invece lontana dal mare, oltre una serie di palizzate che la separano dal resto della città. È composta da viuzze strette e case di ricchi mercanti e banchieri. Ha anche un municipio, un teatro e dei tribunali.
La residenza reale si trova su una collina che domina la città, e originariamente era un tempio che era stato abbandonato dai suoi sacerdoti a causa del disinteresse della popolazione verso di esso. Anche se ricostruito, del tempio rimaneva un campanile la cui campana veniva fatta suonare da re Belohun ogni giorno a mezzogiorno e a mezzanotte. Quando la città venne distrutta da una tempesta, la residenza reale fu una delle poche cose a sopravvivere insieme al faro, una costruzione elfica di molto tempo addietro.
A Kerack viveva la maga Lytta Neyd detta Corallo, che morirà nella Prima Battaglia di Sodden.

### Storia
Secondo la propaganda, Kerack fu fondata dal mercante e pirata Osmyck, che dopo aver monopolizzato il commercio della zona si nominò re all'inizio del XIII secolo. In realtà la città esisteva da molto prima che arrivasse Osmyck, del quale non si conosceva neppure la provenienza. Dopo la morte di Osmyck suo figlio Belohun prese il trono. Durante il suo regno il regn osi sviluppò, attirando nel suo porto  navi da Novigrad, Cintra, le Isole Skellige e persino dall'Impero di Nilfgaard. Alla sua morte, suo figlio Viraxas, precedentemente in esilio, tornò per prendere il potere. Il nuovo re, a differenza dei suoi predecessori relativamente tolleranti, non amava le razze non-umane, comprese le Driadi di Brokilon con cui il paese confina. Ne Il Battesimo di Fuoco, le armate di Kerack e Verden vengono attaccate da bande di Driadi vicino a Brokilon.

## Redania e Novigrad

Vessillo di Redania

Il regno di Redania si trova tra i fiumi Buina e Pontar, i suoi vicini sono Poviss, Caingorn, Kaedwen, Aedirn e Temeria. La sua capitale è Tretogor.
Altre città importanti di questo paese sono la Città di Libera di Novigrad (di fatto indipendente dalla Redania) e Oxenfurt. Lo stemma della Redania è un'aquila d'argento in campo rosso, mentre la valuta corrente è la corona di Novigrad.

### Tretogor
Sebbene sia una piccola città, Tretogor è la capitale della Redania. Vi ha sede il Castello Reale, dove hanno abitato tutti i suoi sovrani (incluso Vizimir II). Da qui provengono, tra gli altri, il capo dei servizi segreti di Redania Sigismondo Dijkstra e la maga Filippa di Eilhart.

### Oxenfurt
Oxenfurt è una delle città più importanti della Redania, conosciuta per la sua Università e le molte accademie. Si trova a trecento miglia da Tretogor.
La città è una delle location di The Witcher 3: Wild Hunt.

### Arcomare
Arcomare è una regione situata sul Grande Mare, nel Golfo di Praxeda. Qui si trovano le cittadine di Blaviken e di Luton. Ne Il Guardiano degli Innocenti Blaviken e tutto l'Arcomare appartenevano a re Audoen, che regnava anche sulla città di Hengfors (1230 circa). Confina con Hengfors, Creyden e Yamurlak,oltre che con la Redania settentrionale, dalla quale fu annessa. Blaviken fu il teatro della Strage di Blaviken ne Il Guardiano degli Innocenti, quando Geralt uccise la banda di Renfri.

### Novigrad
All'epoca in cui è ambientata la saga, Novigrad viene considerata la città più grande del tempo, con quasi 30 000 abitanti permanenti, ed è un'enclave nel territorio di Redania. La città è famosa per il suo carattere multirazziale: vi abitano umani, elfi, nani, mezzuomini e altre razze non umane. Considerata la capitale della moda, Novigrad è anche molto sviluppata in termini economici, avendovi sede molte corporazioni e industrie. Ospita anche un castello con una guarnigione militare, una zecca, otto banche - compresa la banca nanica di Vimme Vivaldi -, un porto marittimo, numerosi magazzini, mulini ad acqua, segherie, e ancora diciannove templi dedicati al fuoco eterno e dodici bordelli. La guardia del tempio svolge il ruolo di polizia e di controspionaggio.
In quanto indipendente dal regno di Redania, Novigrad è governata da un consiglio comunale.

## Temeria

Stemma della Temeria

Temeria si trova a sud del Pontar. Confina con Redania, Kaedwen, Aedirn, Mahakam, Sodden Inferiore, Brokilon, Kerack e Cidaris. All'interno del territorio si trova Ellander, un paese autonomo a carattere feudale, e al largo della sua costa l'isola di Thanedd ospita la scuola magica di Aretuza. Nella guerra contro Nilfgaard Temeria impiegò 50 000 soldati professionisti.
Lo stemma della Temeria è uno scudo nero punteggiato da gigli d'argento. La sua valuta è l'oren di Temeria.
Le principali città del regno sono Wyzima, Maribord, Gors Velen, Ellander, Carreras.

### Wyzima
Wyzima è la capitale della Temeria, nonché la più grande città del regno e sede di re Foltest. Sorge sul lago Wyzimskie ed è attraversata dal fiume Ismena, si trova inoltre a 200 miglia da Maribor. La città è governata da un borgomastro. Tra le porte della città è citata la Porta dei Cordai
Fuori dalla città di Wyzima si trova il castello, dove ne Il guardiano degli Innocenti lo strigo Geralt libera da una maledizione la figlia di re Foltest.

### Gors Velen
Gors Velen è una delle città più grandi di Temeria, situata sul Grande Mare. Al largo della costa si trova l'isola di Thanedd, sede dell'accademia di maghi Aretuza. La città deve molto alle maghe, ed è anche piuttosto ricca per via delle diverse filiali bancarie naniche, la sua fiera e un grande mercato. Inoltre è famosa per le sue robuste mura, alte trentacinque piedi (approssimativamente 10 m), costruite con pietre grosse e mattoni crudi e definite "a casamatta".
La città è attraversata dal Kardo, la via più importante della città che unisce le due porte: la porta Principale e la porta Marittima. Nella circonvallazione, cioè lungo il perimetro che separa le mura dalle abitazioni, si tiene il mercato del pesce. Sopra la piazza principale del mercato si erge una fortificazione soprannominata la Ladra. Gors Velen viene descritta come
(A. Sapkowski, "Il tempo della guerra")
Gors Velen fu fondata in origine dagli elfi, secondo la leggenda con l'ausilio della magia.

#### Isola di Thanedd
Ospita la scuola di maghi di Aretuza, il cui rettore è Margarita Laux-Antille. Si può raggiungere via terra attraverso un palazzo chiamato Loxia. Sopra Loxia sorge Garstang, sede del concilio dei maghi. Sulla cima dell'isola sorge Tor Lara o Torre dei Gabbiani, collegata tramite teletrasporto con Tor Zireaell o Torre delle Rondini (sede di maghi e saggi elfici).
A Thanedd ebbe luogo la rivolta dei maghi ne Il tempo della guerra, scatenata dal tradimento di alcuni maghi come Vilgefortz e Francesca Findabair.

#### Tempio della dea Melitele
A Ellander ha sede il tempio e la scuola della dea Melitele, la cui superiora è madre Nenneke. Nel tempio lo strigo Geralt trova molto spesso ricovero dopo gli scontri con i mostri e ne Il sangue degli Elfi Ciri vi abita come novizia per circa un anno.

### Brugge
Brugge è un piccolo paese che giace tra i fiumi Jaruga, Trava e Ribbon e i Colli Turlough. Originariamente, sotto re Venzlav, era un regno indipendente, ma di fronte alla minaccia di Nilfgaard Venzlav decise di rendere omaggio a re Foltest di Temeria, divenendone vassallo.
Le città principali sono Brugge e Dillingen.

### Ellander
Questo piccolo principato ai piedi del massiccio di Mahakam è un vassallo della Temeria. Il potere qui è esercitato dal principe, il cui feudatario è il re di Temeria. Il territorio è inoltre attraversato da alcune rotte commerciali, come quella che va da Dorian a Vengerberg, da Wyzima a Carreras e da Hagge a Maribor. Il suo confine settentrionale è segnato dal fiume Ismen.

## Mahakam
Mahakam è una catena montuosa situata tra lo Jaruga a sud, la Temeria e Sodden Inferiore a ovest, Aedirn e Lyria a est. I nani e gli gnomi sono gli unici abitanti di questa zona montuosa e sono famosi per la loro lavorazione metallurgica, particolarmente precisa ed efficiente. Il massiccio del Mahakm ospita molte miniere e pochi insediamenti umani sparsi, ma nonostante la sua inaccessibilità non è completamente isolata dal mondo: è attraversato infatti da una rotta commerciale che passa per Carreras (Temeria) e Vengerbreg (capitale di Aedirn), e inoltre Mahakam è uno dei maggiori fornitori delle fucine di Kovir.

## Verden
Verden è una regione attraversata dallo Jaruga. A ovest confina con Bremervoord, a nord il fiume Adalatte la separa da Cidaris e Kerack, a est confina con Brokilon, a sud con Cintra. Prima dell'invasione nilfgaardiana, il re di Verden Ervyll rese omaggio all'imperatore Emhyr, ma con la rivolta Nordling Ervyll fu ucciso e gli succedette suo figlio Kirstin. Da allora Verden porta avanti una politica ostile a Nilfgaard.
Lo stemma di Verde è una scacchiera color oro e nera.